# Tom Coster
Tom Coster, född 21 augusti 1941 i Detroit i Michigan, är en amerikansk musiker och kompositör. Hans huvudinstrument är keyboard. Coster har spelat med och komponerat för en stor mängd artister, men associeras främst till Santana där han var medlem under åren 1972-1977. Han ersatte då Gregg Rolie och medverkar som keyboardist på album som Welcome, Amigos och Moonflower.
Coster har även spelat med Billy Cobham, Gábor Szabó, Boz Scaggs och Joe Satriani.